# Газаров Сергій Ішханович
Сергій Ішханович Газаров (вірм. Սերգեյ Իշխանի Գազարով; нар. 13 січня 1958, Баку, Азербайджанська РСР, СРСР) — радянський і російський актор і режисер театру і кіно, сценарист, продюсер, художній керівник Московського драматичного театру під керівництвом Армена Джигарханяна (з 2020 року).

## Біографія
Сергій Газаров народився 13 січня 1958 року в місті Баку (Азербайджанська РСР). За національністю — вірменин .
Батько Сергія був директором цукеркової фабрики, а потім — директором винного заводу в Баку. Мати працювала бухгалтером, але за професією майже не працювала.

На вступних іспитах до ГІТІС, на курс Олега Павловича Табакова, Сергій Газаров читав уривок з повісті «Ніс» Миколи Гоголя . Актор згадує:

«Тільки приїхав з Баку, і в мене був яскраво виражений акцент. Педагоги попадали з крісел. Благали Табакова мене не брати, а він вчинив інакше».

У 1980 році Газаров закінчив акторський факультет Державного інституту театрального мистецтва імені А. В. Луначарського (ГІТІСу).
Після закінчення інституту працював в московському театрі «Современник».
З 1986 по 1991 роки входив до трупи в Московському театрі-студії під керівництвом Олега Табакова, де в 1991 році поставив спектакль «Ревізор», за що цього ж року був удостоєний премії Спілки театральних діячів Росії за найкращий спектакль року.
У 1991 році організував приватну кінокомпанію «Микита і Петро».
З 1998 по 2001 рік — головний режисер Московського драматичного театру під керівництвом Армена Джигарханяна.
У кіно дебютував у 1980 році, знімаючись в епізодичних ролях. Перша головна роль — латиноамериканець Рауль Санчес у радянській соціально-сатиричної драмі «Виграш самотнього комерсанта» (1984) чилійського кінорежисера Себастьяна Аларкона.
У 1989 році дебютував як режисер кіно, знявши трагікомічну мелодраму «Крейзі». Тоді ж поставив спільно з Олегом Павловичем Табаковим спектакль «Дах».
У 2019 році поставив нову версію вистави «Ревізор» у Театрі Олега Табакова.
Після смерті Армена Джигарханяна в листопаді 2020 року, колектив театру вирішив звернутися з проханням до департаменту культури Москви про призначення Газарова художнім керівником театру .
8 грудня 2020 року призначений художнім керівником Московського драматичного театру під керівництвом Армена Джигарханяна .

## Родина
Сергій Газаров був одружений з популярною акторкою театру і кіно Іриною Метлицькою. У них народилося двоє синів — Микита і Петро.
5 червня 1997 року Ірина Метлицька померла від лейкемії. Сергій взяв відповідальність за виховання дітей на себе.
4 жовтня 2011 роки Тетяна Павлівна Метлицька, мати Ірини, в своєму інтерв'ю газеті «Комсомольская правда» розповіла про своїх онуків: «…старший Микита закінчив Вищу школу економіки і працює фінансистом, а Петя в Америці пробує себе саксофоністом». Вона повідомила також, що Сергій Газаров зараз одружений з жінкою з іменем Олена і у подружжя росте п'ятирічний син. 19 травня 2018 року Сергій Газаров разом з сином Степаном з'явився в ефірі ток-шоу «Привіт, Андрію!».

## Фільмографія

### Актор
1. 1980 — Названий друг — завідуючий лабораторією
2. 1981 — Рідня — гість на проводах Кирила
3. 1981 — Очікуються похолодання і сніг (короткометражний)
4. 1983 — Ромео і Джульєтта —  Петро
5. 1984 — Виграш самотнього комерсанта — Рауль Санчес, латиноамериканець (головна роль)
6. 1985 — Танцмайданчик — Митя
7. 1986 — Ми веселі, щасливі, талановиті!
8. 1986 — Ягуар — лейтенант Гамбоа
9. 1986 — Подорож мсьє Перрішона — Службовець мсьє Перрішона
10. 1987 — Везуча — Борис
11. 1987 — Час літати — Аркадій, авіапасажир, адміністратор ансамблю
12. 1987 — Крісло /  Kreslo  —  Мансуров, слідчий
13. 1988 — Біла кістка —  Гамлет Карапетович
14. 1988 — Історія однієї більярдної команди — Пачо Пальма
15. 1989 — Життя по ліміту — Спіноза
16. 1989 — Катала — Шота, картяр
17. 1989 — Вхід до лабіринту — Умар Рамазанов
18. 1990 — Кат — Ігор Іванович Погодін, метрдотель ресторану
19. 1990 — День кохання — Вадим Іванович Безуглов ("Мисливець "), кримінальний авторитет
20. 1990 — Санітарна зона — Михайло Семенович («Дисидент»)
21. 1990 — Таксі блюз — адміністратор
22. 1990 — Іспанська акторка для російського міністра — Михайло Альбертович
23. 1990 — Микола Вавилов — Презент Ісаак Ізраїльович, радянський вчений і педагог
24. 1991 — Геніальна ідея
25. 1991 — Тисяча доларів в одну сторону —  Тельман
26. 1991 — Агенти КДБ теж закохуються — Мишко, він же агент Анатолій Пухов
27. 1992 — Контрабандист — Миша
28. 1992 — Аліса і Букиніст — Крохін
29. 1992 — Мелодрама із замахом на вбивство
30. 1992 — Щурячий кут —  іноземець, «фірмач»
31. 1992 — Російська піца / Russian Pizza Blues — Газаров
32. 1993 — Макаров — бармен
33. 1993 — Гладіатор за наймом — Стас Костильов
34. 1993 — Італійський контракт
35. 1994 — Мсьє Робіна
36. 1994 — Ліміта — продюсер
37. 2001 — Паризький антиквар —  Бортновський
38. 2002 — Дронго —  Рафаель Багіров
39. 2002 — Next 2 —  Андрій Матвійович Семірядін, партнер «Імператора»
40. 2003 — Радості і печалі маленького лорда —  Гоббс
41. 2003 — Темна конячка —  Коневский, генерал-майор ФСБ
42. 2004 — Мій зведений брат Франкенштейн —  Едик
43. 2004 — Слова і музика —  Льова Канель, продюсер
44. 2005 — Турецький гамбіт — Юсуф-паша, відінський губернатор
45. 2005 — Доктор Живаго —  Алавердов, працівник секретних служб
46. 2006 — Заєць над безоднею —  циганський барон
47. 2007 — 12 —  присяжний засідатель № 7, вірменин, хірург, власник приватної клініки, що втратив брата через пристрасть того до наркотиків
48. 2007 — Капкан —  Цезар Германович Копітов, адвокат
49. 2007 — Код апокаліпсису — олігарх
50. 2008 — Золотий ключик — Яків Соломонович
51. 2008 — Природний відбір
52. 2008 — Зграя —  Гіві
53. 2009 — Слід Саламандри —  Файзулла-хан
54. 2009 — Какраки —  сусід
55. 2009 — Журов —  Степан Суренович Кароян, бізнесмен  (фільм № 1 «Теорема Лобачевського», серії № 1-2)
56. 2010 — На грі: Новий рівень — Шимич, контрабандист
57. 2010 — Вчитель у законі. Продовження —  «Філін», злодій в законі
58. 2010 — Рита —  Валера
59. 2010 — Дочка якудзи —  Саха
60. 2010 — Доктор Тирса —  Федір Августович Граубе, 56 років, завідувач лабораторією клінічних аналізів, доктор наук
61. 2010 — Хто я? — Петро Андрійович Трофимов, психіатр
62. 2011 — У кожного своя війна —  Неделькін
63. 2011 — Поцілунок крізь стіну —  Віктор Павлович Пілсудський, головний редактор газети «Нічні відомості»
64. 2011 — Без чоловіків —  Семенов, масажист, інститутський приятель Олександри Миколаївни
65. 2011 — Повернення додому —  Дронов
66. 2011 — Татусі —  Інокентій Бочкін
67. 2011 — Контргра —  Роберт Лей, рейхсляйтер
68. 2011 — Ворогайт
69. 2011 — Моя друга половинка —  Олег
70. 2012 — Шпигун — Лаврентій Берія, нарком
71. 2012 — Наречена мого друга — Хромов
72. 2012 — Серпень. Восьмого — Кирило Іванович, радник президента
73. 2012 — Мами (новела «Я — не Коля») — # 2012 — Під прикриттям —  Барік Саркисович Кубанян («Куба»), глава банди «майкопських»
74. 2012 — Хокейні гри — Анатолій Тарасов, головний тренер збірної СРСР з хокею
75. 2012 — Золото Глорії —  капітан Роджер, пірат Прайт на прізвисько «Бик»
76. 2013 — Легенди про Круга —  Арчіл Батумський, авторитет
77. 2013 — Син батька народів — Лаврентій Берія
78. 2013 — Пастка —  В'ячеслав Олегович Лебедєв, кримінальний авторитет «Художник»
79. 2013 — Марафон —  Жорик
80. 2014 — Департамент —  Альберт Доромян, полковник, головний аналітик ДСБ
81. 2014 — Море. Гори. Керамзит —  АБіК
82. 2014 — Веселі хлопці;) —  Віктор Купцов
83. 2014 — Любить не любить —  Михайло, батько Олени
84. 2015 — Непідсудні —  Валерій Михайлович, начальник управління КДБ / ФСБ
85. 2016 — Екіпаж —  Шестаков, директор авіакомпанії «Пегас Авіа»
86. 2016 — Любов і Сакс —  Парон-Джан
87. 2017 — Після тебе —  Сергій, лікар-нейрохірург з Москви
88. 2017 — Невловимі —  Яків Кобзар, злодій в законі
89. 2018 — Кримський міст. Зроблено з любов'ю! — Ашот
90. 2018 — Годунов — Єремія II, патріарх Константинопольський
91. 2020 — Калашников —  начальник депо Кротов

### Режисер
1. 1989 — Крейзі
2. 1990 — Дах
3. 1996 — Ревізор
4. 2000 — Імперія під ударом
5. 2001 — П'ятий кут
6. 2003 — Темна конячка
7. 2007 — Сищик Путілін
8. 2018 — Чужа дочка

### Сценарист
- 1996 — Ревізор

### Продюсер
- 1996 — Ревізор
- 2010 — Рита

## Нагороди
- 1991 — лауреат премії Спілки театральних діячів Росії за найкращий спектакль року — за постановку вистави «Ревізор» на сцені Московського театру-студії під керівництвом Олега Табакова.
- 2007 — лауреат премії «Золотий орел» в номінації «Найкраща чоловіча роль в кіно» — за виконання ролі присяжного засідателя № 7 в художньому фільмі «12» режисера Микити Михалкова.